# 冥界 (馬雅神話)

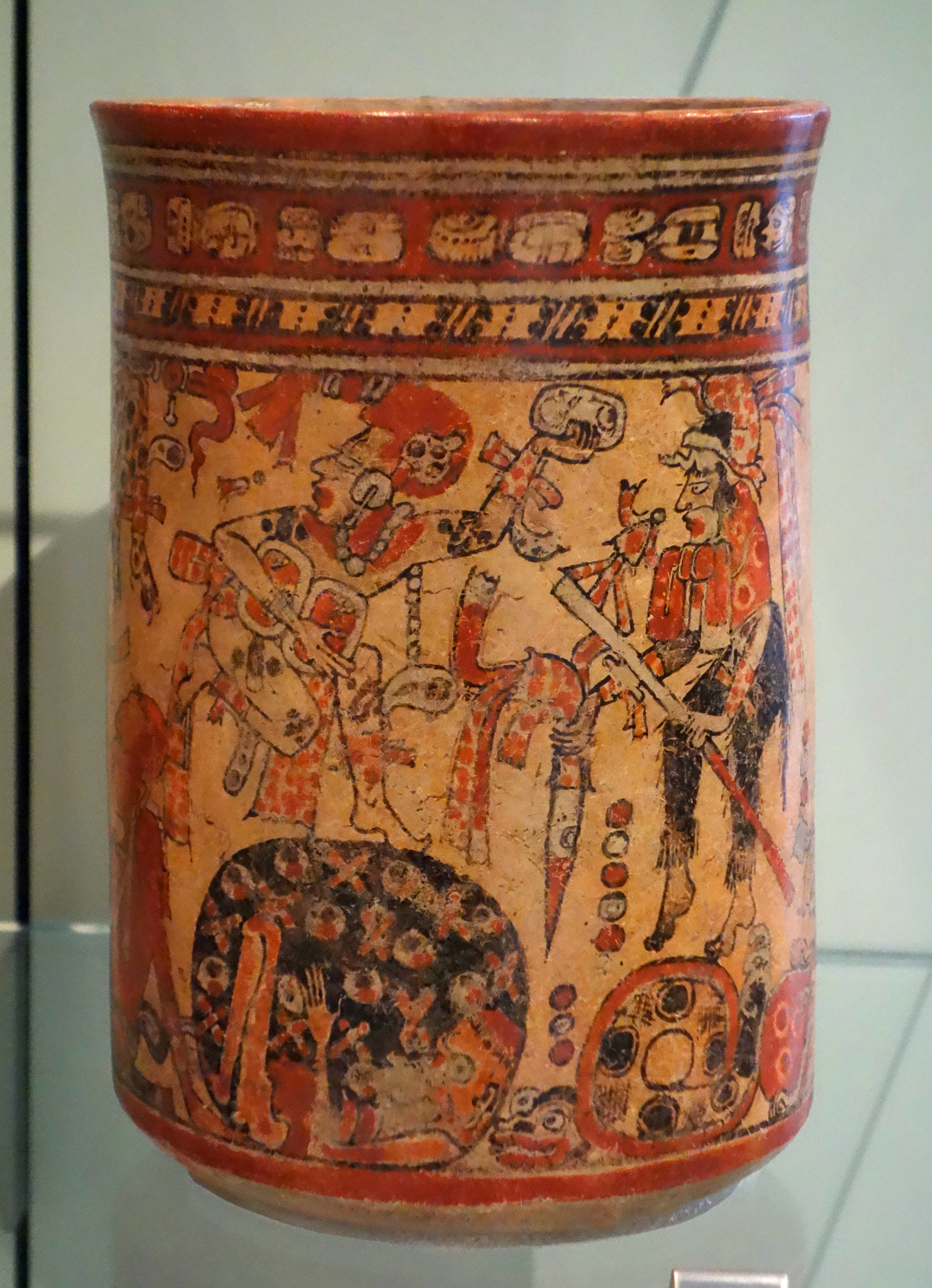
描繪冥界宮廷諸神的容器

冥界（音譯「席巴巴」、「希巴巴」，Xibalba），大致上可譯為「恐怖的場所」，是馬雅神話中的死後世界，由死神及其從者統治。16世紀在維拉帕茲，冥界的入口在傳統上被認為是在科班付近的洞窟。此外，據說貝里斯附近的洞窟也是冥界的入口。在馬雅的部分地區，銀河被視為通往冥界的道路。

## 概要
根據馬雅聖書『波波烏』，冥界是地底的宮廷，由12柱神統治。死神中首要的是胡卡姆（Hun-Came）和武古卡姆（Vucub-Came）。 
其他10王被視為惡鬼，分掌各種人類的苦難，也就是疾病・飢餓・恐怖・貧困・痛苦、最後是死亡。10王以2人1組活動。
- Xiquiripat（飛行的痂）和Cuchumaquic（聚集的血）會使人的血液產生疾病。
- Ahalpuh（膿之惡鬼）和Ahalgana（黃疸之惡鬼）會使人的身體浮腫。
- Chamiabac（骨杖）和Chamiaholom（骷髏杖）會將屍體化為骨骸。
- Ahalmez（掃除的惡鬼）和Ahaltocob（刺殺的惡鬼）會潛入住家未掃除之處，刺殺人。
- Xic（翼）和Patan（背帶）會使行走的人吐血而死[4][5]。

## 沒落
相傳 席巴巴是一座著名球場的所在地，波波爾烏的英雄們就是在這裡屈服於以致命的刀鋒球形式出現的惡魔所設的詭計的，這裡也是瑪雅英雄雙胞胎智勝諸神並導致他們垮台的地方。
根據《波普烏》上的記載，席巴巴的居民曾經一度享受著地表人類的崇拜，他們用活人祭祀死神。在神話中在《波普烏》所涵蓋的時間段內，席巴巴的諸神被瑪雅雙胞胎欺騙，最後被羞辱，因而接受了來自於上方的較低等級的祭品。相傳 瑪雅雙胞胎被燒死，骨灰被撒入一條神奇的河流，他們因此而獲得了超能力。人類學家丹尼斯‧泰德洛克推測稱這個版本的歷史可能是基切人對早期瑪雅崇拜形式所作的誹謗。
在神話中，在被英雄雙胞胎擊敗後，席巴巴及其居民所扮演的角色尚不清楚，但它似乎在很久以後繼續作為地下世界的黑暗地方存在。

## 脚注
1. 1 2  Hooker, Richard. . Washington State University.   [2015-01-06]. （原始内容存档于2015-01-06）.
2. ↑  Walker, Amélie A. . Archaeological Institute of America. 2000-06  [2015-01-06]. （原始内容存档于2012-12-24）.
3. ↑  Mizrach, Steve. . Florida International University.   [2015-01-06]. （原始内容存档于2016-02-02）.
4. 1 2  Popol Vuh: The Sacred Book of the Maya; The Great Classic of Central American Spirituality, Translated from the Original Maya Text by Allen J. Christenson (2007)
5. 1 2  Popol Vuh: Sacred Book of the Ancient Quiche Maya (Civilization of American Indian) by Adrian Recinos, Delia Goetz, David Goetze, and S.G. Morley, (1991)
6. ↑  . Simon Fraser University. （原始内容存档于May 2, 2007）.
7. ↑  mayas.mrdonn.org/herotwins.html
8. ↑  . YouTube. September 26, 2019.
9. ↑  Tedlock, Dennis  (1996) Popol Vuh: The Definitive Edition of the Mayan Book of the Dawn of Life and the Glories of Gods and Kings. Touchstone Books. ISBN 0-684-81845-0.

## 外部連結
- Maya Caves and Xibalbá （页面存档备份，存于）